# Raul Tassini
Natural de Belo Horizonte, nascido em 3 de julho de 1909, Raul Tassini foi um artista plástico, poeta, odontólogo, farmacêutico, arqueólogo, museólogo e colecionador. Faleceu em 30 de setembro de 1992, na cidade de Betim.

## Biografia
De acordo com as informações do Museu Histórico Abílio Barreto, Raul Tassini é o terceiro filho dos imigrantes italianos Ernesto Tassini e Carolina Penzin Tassini. Seus pais, ao chegarem na recém inaugurada capital mineira no ano de 1905, estabeleceram-se montando ali uma fábrica de carroças. Raul frequentou os colégios Afonso Pena e Cesário Alvim, bem como passou, em seu percurso escolar primário, pela Scuola Italiana Dante Alighieri. Além desses, frequentou, no ensino médio, o Colégio Dom Silvério, situado na cidade de Sete Lagoas. Entre os anos de 1931 e 1932, Raul esteve como voluntário no corpo de Bersagliere, atuando como soldado de infantaria ligeira no exército italiano. Logo após, ingressou na Escola de Odontologia de Tiradentes, frequentando-a entre 1933 e 1937.
Nesse mesmo período, Raul trabalhou no Diário Católico, onde sofreu um acidente, perdendo com isso sua mão direita. Apesar deste fato, formou-se em Odontologia e Farmácia, atuando profissionalmente como farmacêutico no bairro Santa Tereza, em Belo Horizonte. Destaca-se sua atuação profissional no Museu Histórico de Belo Horizonte, o atual Museu Histórico Abílio Barreto (MHAB), no qual Raul Tassini ocupou cargo de técnico, ajudando na seleção de objetos e documentos que compuseram o acervo da instituição. Além disso, muitas peças que atualmente compõem o acervo do MHAB foram doadas pelo próprio Raul Tassini ou, posteriormente, por sua família. Como exímio colecionador, também organizou um museu em sua residência. No local, havia diversos objetos do cotidiano, obras de artes, documentos históricos e vestígios arqueológicos da cidade de Belo Horizonte.
Para mais, Tassini desempenhou funções no Banco da Lavoura de Minas Gerais, entre 1946 e 1968 com destaque para sua atuação na fundação do jornal mensal “O Lavouras”. O periódico continha informações sobre a vida social, atividades artísticas e culturais da capital mineira. Em relação às artes, é notória sua relação com instituições promotoras das artes em terras mineiras. Em novembro de 1944, surgiu a Sociedade Artística Osvaldo Teixeira, tendo Raul como sócio fundador. Além dela, esteve ele ligado a outras instituições do campo das letras e cultura de Belo Horizonte, como o Ateneu Internacional de Cultura.
Dentre suas produções de cunho artístico e literário, ressalta-se seu interesse pela poesia, tendo publicado os livros, “Asas soltas”, (1978) “Luz Íntima” (1990) e “Falam os Para-choques” (1983), esse último com registros de frases cotidianas que compõem os para-choques dos caminhões. Outra obra de destaque foi o livro “Verdades Históricas e Pré-históricas de Belo Horizonte” (1947), lançado no 50º aniversário da capital. Salienta-se a importância das descrições contidas nesse livro, que serviram de aporte para diversas produções historiográficas que se dedicaram a compreender a formação da cidade de Belo Horizonte. Ademais, Raul destacou-se no campo das artes plásticas, contribuindo com extensa produção pictórica, entre telas e ilustrações.

## Raul Tassini e as artes
Raul Tassini foi aluno de Aníbal Mattos, em 1928, quando esse último lecionava na Escola de Belas Artes de Belo Horizonte. Além disso, Raul marcou presença nos salões de arte de Belo Horizonte, expondo telas durante as décadas de 20 e 30. Sua produção de desenhos foi, majoritariamente, publicada nos jornais “O Diário” e no “O Lavourense”, sendo que, neste último, Raul Tassini contribuiu com produção de crônicas. Além do mais, Tassini assumiu o papel de agente mobilizador da arte em Belo Horizonte, sendo destacada a sua participação na Sociedade Artística Osvaldo Teixeira e no Ateneu Internacional de Cultura, entidade que reunia diversos artistas engajados na retomada da arte clássica.

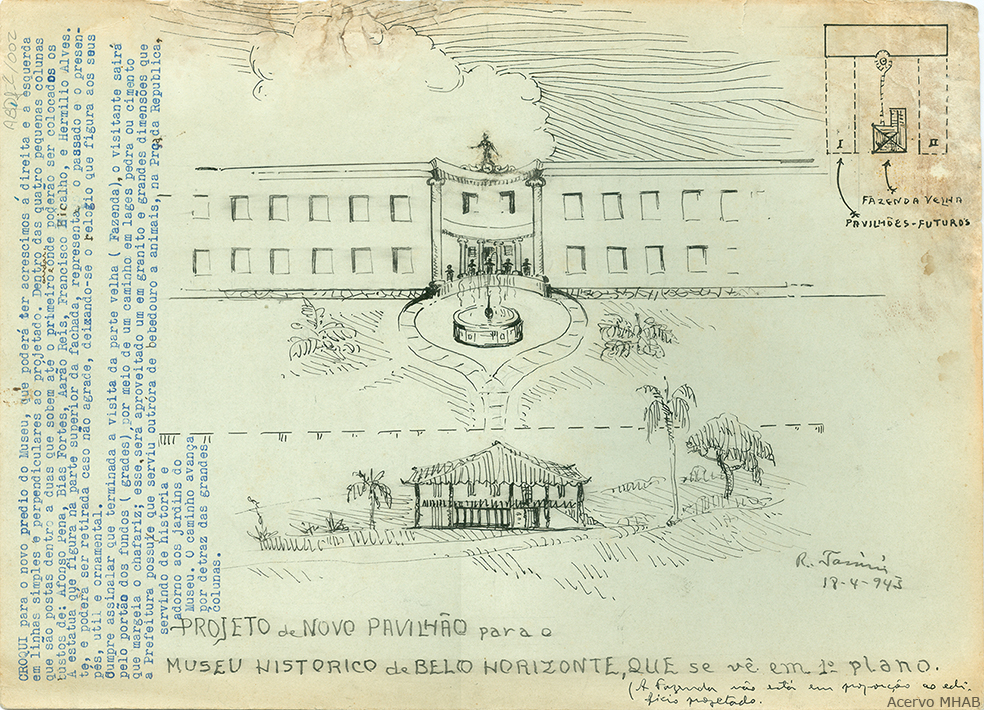
Raul Tassini. Projeto do Novo pavilhão para o Museu Histórico de Belo Horizonte (1943). Acervo MHAB

Nesse aspecto de busca por um padrão estético, Raul Tassini coloca-se como adepto de um retorno ao clássico, sendo assim, crítico à arte modernista. Para ele, a escola modernista e a arte ensinada por ela não eram a “verdadeira arte”, a qual ele associava à arte acadêmica e clássica. Destaca-se, como exemplo de sua tendência estética, o projeto arquitetônico da nova seção do Museu Histórico de Belo Horizonte projetado por Tassini (1943), em estilo eclético. Embora esse desenho não tenha saído do papel, é evidente em seus traços o anseio pelos ideais artísticos tradicionais, os quais são típicos de uma arquitetura historicista, no sentido de idealizar retomadas de modelos de outras temporalidades.
A obra visual deste artista indica um ideal de registro, ou seja, capturava imagens, paisagens cotidianas, bem como interpretava a arquitetura belo-horizontina por meio de seus traços, tendência repetida em sua produção literária.

## Museu e memória de Belo Horizonte
Tem-se como característica de Raul Tassini sua constante preocupação com a preservação da memória da capital mineira. Isso fica evidente ao consultar seus manuscritos, os quais trazem descrições de Belo Horizonte, bem como os desenhos que retratam o cotidiano da cidade. Além desses itens, que parecem ter como intenção registrar a cidade, Raul coletava elementos que poderiam enriquecer a construção da história de Belo Horizonte, como por exemplo, objetos do cotidiano que caíram em desuso. Possuía ainda diversos fragmentos arqueológicos do Arraial Curral Del Rey e ampla documentação escrita sobre o Arraial, sobre a Comissão Construtora da Nova Capital e sobre os anos iniciais da cidade.
A participação de Tassini na organização e construção da memória belo-horizontina passou também pelas instituições de memória. De acordo com a produção historiográfica de Célia Regina Araújo Alves, Raul a convite do prefeito Juscelino Kubitschek, ingressou na equipe do museu da cidade. Assim, sob a direção de Abílio Barreto, Raul Tassini esteve na função de conservador e pesquisador, contribuindo diretamente para a organização do MHAB. No seu curto período na instituição, Tassini realizou pesquisas de itens que pudessem retratar a história de Belo Horizonte, bem como de possíveis doadores particulares, indicando quais os objetos seriam ou não cabíveis de compor o acervo museológico. Tassini foi, ainda, um dos primeiros doadores de objetos para o museu, cedendo dois candelabros que foram da Igreja Matriz de Nossa Senhora da Boa Viagem, além de outras dez peças doadas no ano de 1941 para a instituição. Sua participação no museu durou até o ano de 1943, quando, por atritos com Abílio Barreto, Raul Tassini foi demitido da instituição.
Após sua demissão, Raul Tassini empreendeu pelo menos duas tentativas para retornar ao museu, as quais são registradas por cartas enviadas ao ex- prefeito Juscelino Kubitschek e ao prefeito Celso Mello de Azevedo, no ano de 1956. Embora não tenha sido efetivado o retorno à instituição, é notória a relevância do legado Raul Tassini para a memória de Belo Horizonte, bem como para o MHAB. Sua valorização das diferentes origens de Belo Horizonte, menos conectada a fontes de caráter documental e com valor de prova, propiciou-lhe uma concepção mais alargada da história, a qual se afastava da história oficial e se aproximava de outras práticas e vivências cotidianas.
Além dos objetos que encaminhou à instituição ainda em vida, outras duas doações permitiram a incorporação de objetos de sua coleção ao acervo do Museu Histórico Abílio Barreto. Uma no ano de 1992, quando a família Tassini cedeu ao MHAB mais de trinta objetos, uma coleção de caixas de fósforos com materiais de propaganda, e alguns lápis. E outra, no ano de 1996, na qual o sobrinho de Raul, Ronaldo Boschi, doou diversos documentos manuscritos do Museu Tassini, os quais possuíam informações descritivas não só de Belo Horizonte, como também do Rio de Janeiro, além de recortes de jornais, fotografias, crônicas, livros, cartas entre outros.

## Museu Tassini
O colecionismo de caráter antiquário sempre esteve presente no percurso de Raul Tassini. Após sua demissão do Museu Histórico de Belo Horizonte, Raul criou em sua própria residência um museu que era mais voltado para as práticas cotidianas. Além dos diversos objetos que fizeram parte da vivência corriqueira da cidade, seu acervo era composto por vestígios arqueológicos, vasta documentação histórica, registros descritivos de Belo Horizonte uma série editorial que contemplava recortes de jornais e diversas revistas, objetos de arte, entre outros.